# Anne Dsane Andersen
Anne Dsane Andersen (Randers, 10 de novembro de 1992) é uma remadora dinamarquesa, medalhista olímpica.

## Carreira
Andersen competiu nos Jogos Olímpicos de 2016 e na prova do dois sem conquistou a medalha de bronze com Hedvig Rasmussen.